# 赫伯特·施密特
赫伯特·施密特（德語：Herbert Schmidt，1914年1月28日—2002年9月18日），德国男子赛艇运动员。他曾代表德国参加1936年夏季奥林匹克运动会赛艇比赛，获得男子八人单桨有舵手铜牌。